# Església Nova de Sant Miquel (l'Espluga de Francolí)
Església Nova de Sant Miquel és una obra de l'Espluga de Francolí (Conca de Barberà) protegida com a Bé Cultural d'Interès Local.

## Descripció
Església d'estil classicitzant, que es pot comprovar clarament en la forma de la portalada, en els detalls del frontó i campanar. L'interior està pintat, en el mateix estil i l'altar hi ha unes pintures de Llucià Navarro.

## Història
Fou consagrada el 1871 i les obres s'acabaren el 1888.